# František Moos
František Moos (4. února 1919 Zbýšov – 9. srpna 2002 tamtéž) byl český fotbalový útočník. Nejvyšší soutěž hrál za Zbrojovku Brno.

## Fotbalová kariéra
Zbýšovský rodák odešel v roce 1941 do brněnských Žabovřesk, kde pravidelně nastupoval v Moravsko-Slezské divizi (2. nejvyšší soutěž). V roce 1948 přestoupil do Zbrojovky Židenice, kde si zahrál nejvyšší soutěž. V sezonách 1948 (podzim) (11/1) a 1949 (20/7) zasáhl celkem do 31 utkání, v nichž vstřelil 8 branek. Za Zbrojovku vstřelil také 12 druholigových gólů: 9 na jaře 1948 a 3 v sezoně 1950. Koncem roku 1950 se vrátil do Zbýšova, kde se spolu s Josefem Svobodou značnou měrou zasloužili o postup tehdejšího Sokola do vyšší třídy. Závodně hrál do svých 45 let, končil v I. A třídě Jihomoravského kraje (tehdy 4. nejvyšší soutěž) na jaře 1964.

## Ligová bilance
| Ročník                                     | Zápasy | Góly | Klub               |
| ------------------------------------------ | ------ | ---- | ------------------ |
| Státní liga 1948                           | 11     | 1    | Zbrojovka Židenice |
| Celostátní československé mistrovství 1949 | 20     | 7    | Zbrojovka Židenice |
| CELKEM 1. liga                             | 31     | 8    |                    |